# Sophie Charrin
Sophie Charrin, née à Lyon le 4 juillet 1778 et morte à Paris le 26 juillet 1855, est une peintre de portrait à l’huile et en miniature.

## Biographie
Sophie Charrin est née à Lyon le 4 juillet 1778, fille de François Charrin et Marie Ville.
Sœur de Fanny Charrin, élève de Le Guay, elle est active à Paris où elle expose aux Salons de 1808 à 1817,, son atelier était situé 20 rue neuve d’Orléans, porte St Denis sur cette même période,.
Elle meurt célibataire à son domicile de la rue Gracieuse à Paris le 26 juillet 1855 à l'âge de 77 ans.
Plusieurs ouvrages du XIXe siècle la citent,.

## Œuvres
- Portrait de Mme L*** dans un paysage, salon de 1808
- Portrait de M. C***, officier dans le génie, salon de 1808
- Plusieurs portraits, même numéro, salon de 1810
- Portrait de Mlle C***, salon de 1814
- Portrait de Mad. D***, salon de 1814
- Portrait de Mme D***, salon de 1817
- Portrait de Mme B***, salon de 1817
- Portrait d'homme, huile sur toile, 61 × 50 cm, œuvre non datée, signée en bas à gauche
- Portrait de femme au châle rouge, miniature sur ivoire, H. 10 cm, œuvre non datée, signée